# Война за фламандское наследство
Война за фламандское наследство — серия вооружённых конфликтов в XIII в. между детьми графини Фландрии и Эно Маргариты II, боровшиеся за наследование графств Фландрия (бывшего вассалом Франции) и Эно (бывшего вассалом Священной Римской империи).

## Предыстория
Когда граф Фландрии и Эно Балдуин IX отправился в Четвёртый крестовый поход в 1202 году, он оставил свои западные владения старшей дочери Жанне. Она унаследовала графства после смерти своего отца в 1205 году, и не оставила наследников после двух браков. С её смертью в 1244 году ей наследовала её младшая сестра Маргарита.
Первый брак с Бушаром д’Авеном был аннулирован в 1221 году по приказу Жанны с отлучением Бушара от церкви. Однако в этом браке родились трое детей, в том числе Жан I д’Авен. Тем не менее в 1223 году она снова вышла замуж за Гильома II де Дампьера (ум. 1231), от которого у неё было трое детей, в том числе Гильом III де Дампьер и Ги де Дампьер.
Оспариваемое разделение прав на наследство Маргариты между сыновьями Авена и Дампьера стало причиной конфликтов, известных как «война за наследство Фландрии и Эно».

## Первый конфликт
В 1244 году споры о престолонаследии перешли к боевым действиям между сводными братьями Жаном и Гильомом, которых через 2 года остановил французский король Людовик IX, бывший сюзереном Фландрии. В преддверии крестового похода он и папский легат Эд де Шатору добились примирения сторон, предоставив Эно Авенам, а Фландрию — Дампьерам. Маргарита наделила титулом графа Фландрии своего старшего сына Гильома. Графом Эно стал Жан I д’Авен. 19 мая 1250 года Гильом с Жаном I д’Авен подписали соглашение по поводу Намюра, оммаж на которое в 1249 году Маргарита уступила Жану. В том же году Римская курия признала, наконец, законные права Авенов.
Но 6 июня 1251 года на турнире в Тразени группа рыцарей убила Гильома. Убитый детей не оставил, поэтому Маргарита признала своим наследником другого сына от второго брака — Ги. В убийстве Гильома обвинили Авенов, после чего борьба между домами возобновилась снова.

## Второй конфликт
В 1248 году Людовик отправился в Седьмой крестовый поход и оставался за границей шесть лет. Жан быстро понял, что его мать не собиралась передавать ему управление Эно, как она передала управление Фландрией и восстал, напав на только что ставшего графом Фландрии своего сводного брата Ги де Дампьера.
Также Авен убедил немецкого антикороля Вильгельма Голландского захватить Эно и фламандские территории, включив их в состав Священной Римской империи. Бои продолжались до битвы при Вест-Капелле 4 июля 1253 года, когда Жан одержа победу над Ги де Дампьером и вынудил его и его мать исполнить решение Людовика и предоставить ему Эно.

## Третий конфликт
Маргарита не признала себя побежденной и подарила графство Эно брату французского короля Людовика Карлу Анжуйскому, который недавно вернулся из крестового похода. Карл поддержал её дело и воевал с Иоанном I Авенским, но не смог взять Валансьен и едва не погиб в стычке. Но в 1254 году вернулся из крестового похода Людовик IX. Разгневанный на самоуправство брата Людовик, вызвал Карла в Париж и приказал отказаться от графства Эно. В качестве компенсации Маргарита Фландрская дала Карлу большой денежный выкуп. 24 сентября 1256 года графиня Маргарита и её сыновья Авены при посредничестве короля Людовика IX заключили Перронский договор, по которому за Авенами было окончательно закреплено графство Эно, а за Дампьерами — Фландрия. При этом Жан I д’Авен вынужден был отказаться от прав на Намюр..